# Czad na Letnich Igrzyskach Olimpijskich 2020
Czad na Letnich Igrzyskach Olimpijskich 2020 – występ kadry sportowców reprezentujących Czad na igrzyskach olimpijskich, które odbyły się w Tokio w Japonii, w dniach 23 lipca - 8 sierpnia 2021 roku.
Reprezentacja Czadu liczyła trzech zawodników - dwie kobiety i mężczyznę, którzy wystąpili w 3 dyscyplinach.
Był to trzynasty start Czadu na letnich igrzyskach olimpijskich.

## Reprezentanci

### Judo
| Zawodnik        | Konkurencja   | 1/16                         | 1/8              | Ćwierćfinały     | Półfinały        | Repasaż 1        | Repasaż 2        | Repasaż 3        | Finał            | Pozycja |
| Zawodnik        | Konkurencja   | Przeciwnik Wynik             | Przeciwnik Wynik | Przeciwnik Wynik | Przeciwnik Wynik | Przeciwnik Wynik | Przeciwnik Wynik | Przeciwnik Wynik | Przeciwnik Wynik | Pozycja |
| --------------- | ------------- | ---------------------------- | ---------------- | ---------------- | ---------------- | ---------------- | ---------------- | ---------------- | ---------------- | ------- |
| Demos Memneloum | -70 kg kobiet | Gulnoza Matniyazova IPP 0:10 | NQ               | NQ               | NQ               | NQ               | NQ               | NQ               | NQ               | 17-28   |

### Lekkoatletyka
| Zawodnik       | Konkurencja            | Runda 1  | Runda 1 | Półfinał | Półfinał | Finał    | Finał   | Pozycja |
| Zawodnik       | Konkurencja            | Rezultat | Pozycja | Rezultat | Pozycja  | Rezultat | Pozycja | Pozycja |
| -------------- | ---------------------- | -------- | ------- | -------- | -------- | -------- | ------- | ------- |
| Bachir Mahamat | Bieg na 400 m mężczyzn | 47.93    | 8       | NQ       | NQ       | NQ       | NQ      | 42      |

### Łucznictwo
| Zawodnik        | Konkurencja          | Runda rankingowa | Runda rankingowa | 1/32             | 1/16             | 1/8              | Ćwierćfinały     | Półfinały        | Finał            | Pozycja |
| Zawodnik        | Konkurencja          | Wynik            | Pozycja          | Przeciwnik Wynik | Przeciwnik Wynik | Przeciwnik Wynik | Przeciwnik Wynik | Przeciwnik Wynik | Przeciwnik Wynik | Pozycja |
| --------------- | -------------------- | ---------------- | ---------------- | ---------------- | ---------------- | ---------------- | ---------------- | ---------------- | ---------------- | ------- |
| Marlyse Hourtou | indywidualnie kobiet | 553              | 64.              | An San P 2-6     | NQ               | NQ               | NQ               | NQ               | NQ               | 33.-64. |